# Naval Oceanographic Office

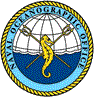
Logo du Naval Oceanographic Office

Le Naval Oceanographic Office (NAVOCEANO ou NAVO) est responsable de fournir des services et des produits océanographiques à tous les éléments du département de la Défense des États-Unis. Il est situé au John C. Stennis Space Center dans le sud du Mississippi aux États-Unis et emploie environ 1 000 civils, militaires et contractuels.